# Малый Куяльник
Малый Куяльник — пересыхающая река в Одесской области Украины, впадающая в Хаджибейский лиман. Относится к бассейну Чёрного моря. Длина — 89 км, площадь бассейна — 1540 км².
Крупнейший приток — Средний Куяльник, в общей сложности в реку впадает 28 малых речек с совокупной длиной 185 км. В районе села Малозименово на реке сооружено небольшое водохранилище, использующееся для рыборазведения.
Путём отделения от моря устья реки Малый Куяльник был образован Хаджибейский лиман.